# Liste der Auslandsvertretungen der Vereinigten Staaten

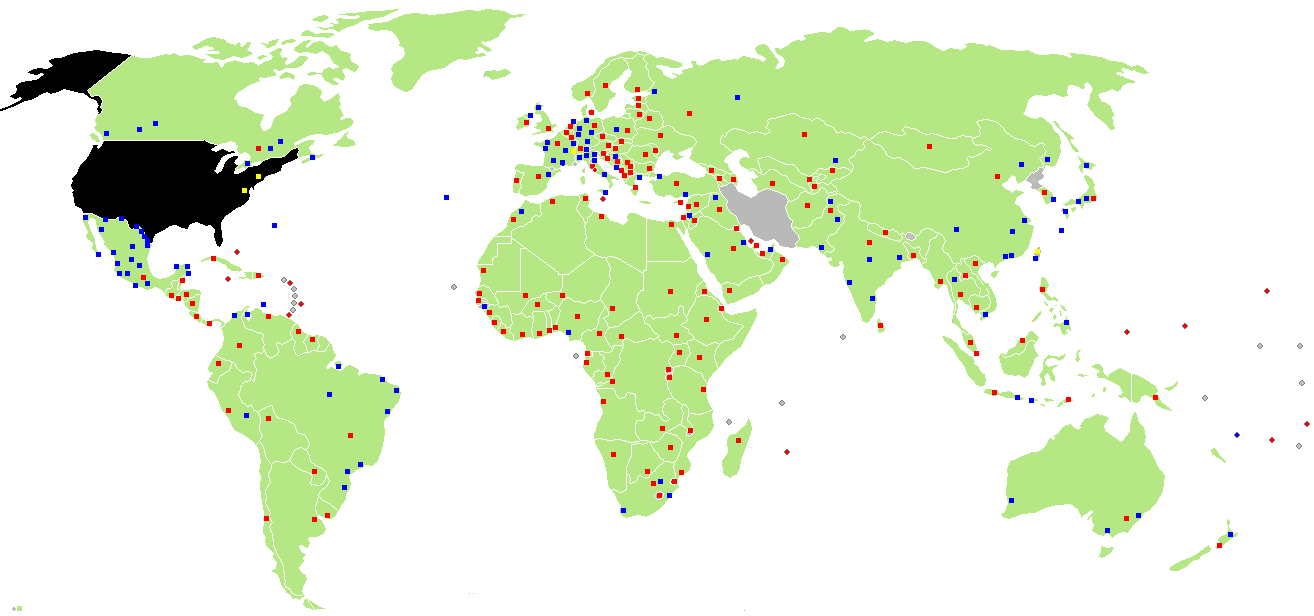
Standorte der diplomatischen Vertretungen der Vereinigten Staaten

Dies ist eine Liste der diplomatischen und konsularischen Vertretungen der Vereinigten Staaten.

## Diplomatische und konsularische Vertretungen

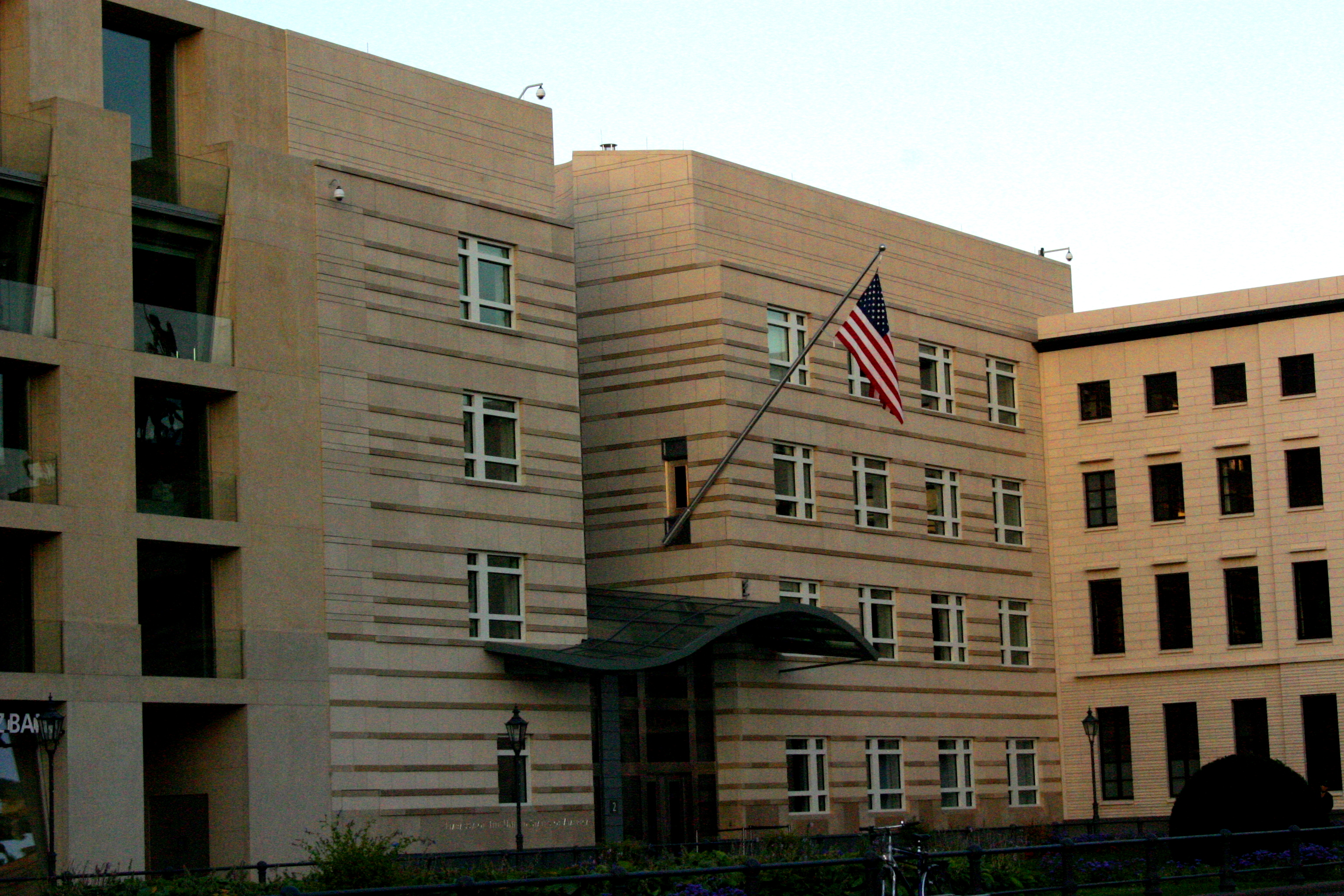
Amerikanische Botschaft in Berlin

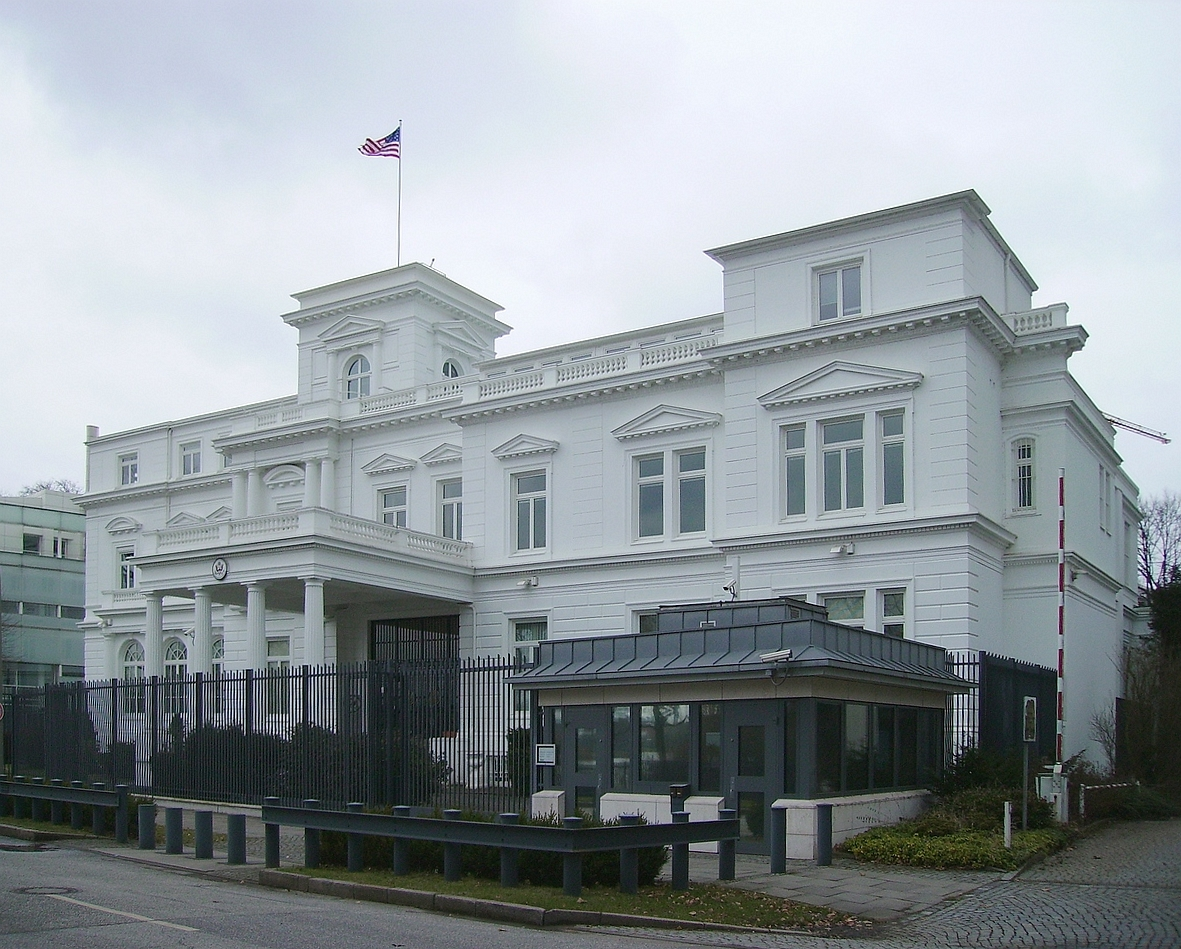
Amerikanisches Generalkonsulat in Hamburg

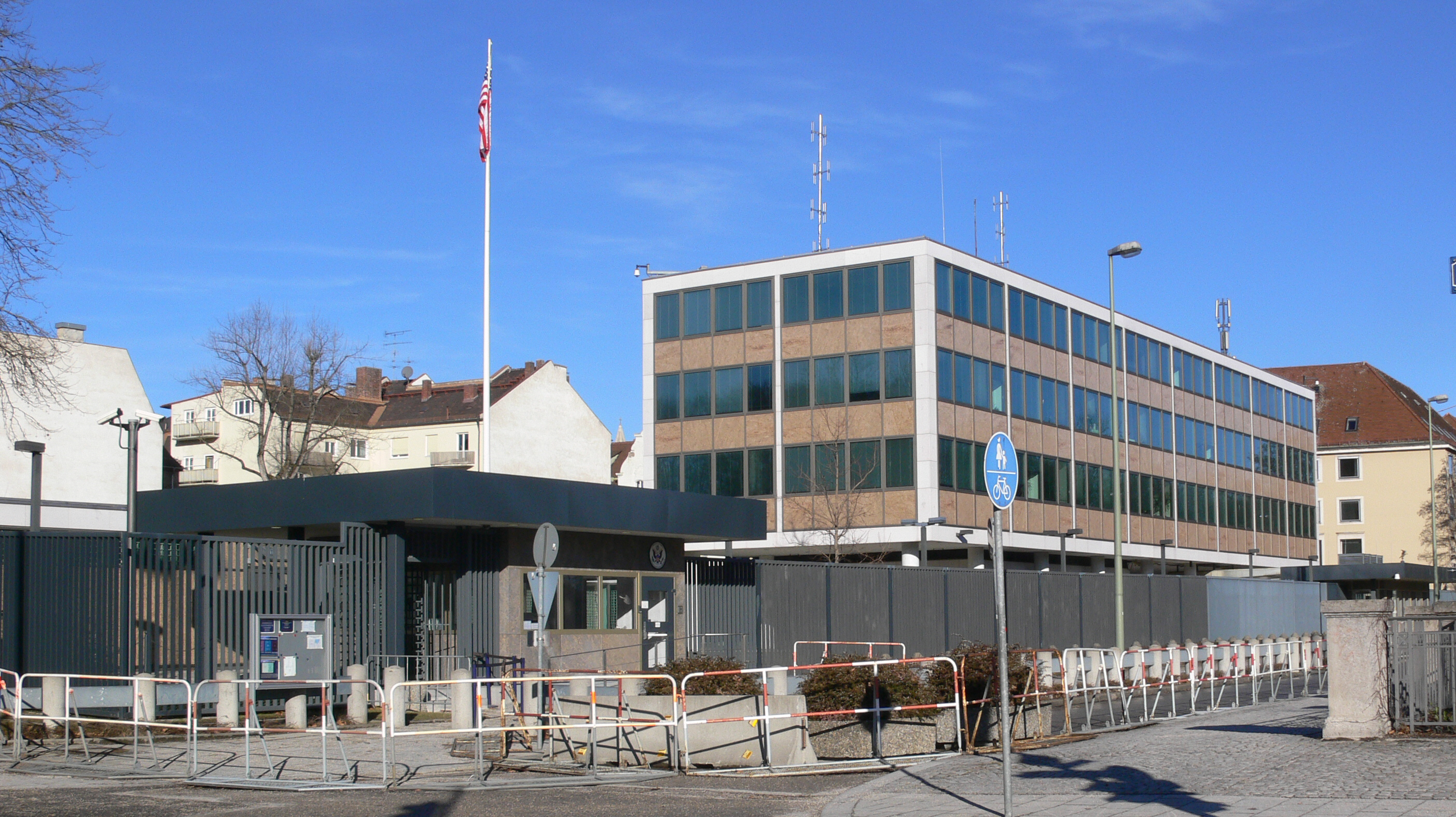
Amerikanisches Generalkonsulat in München

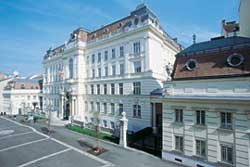
Amerikanische Botschaft in Wien

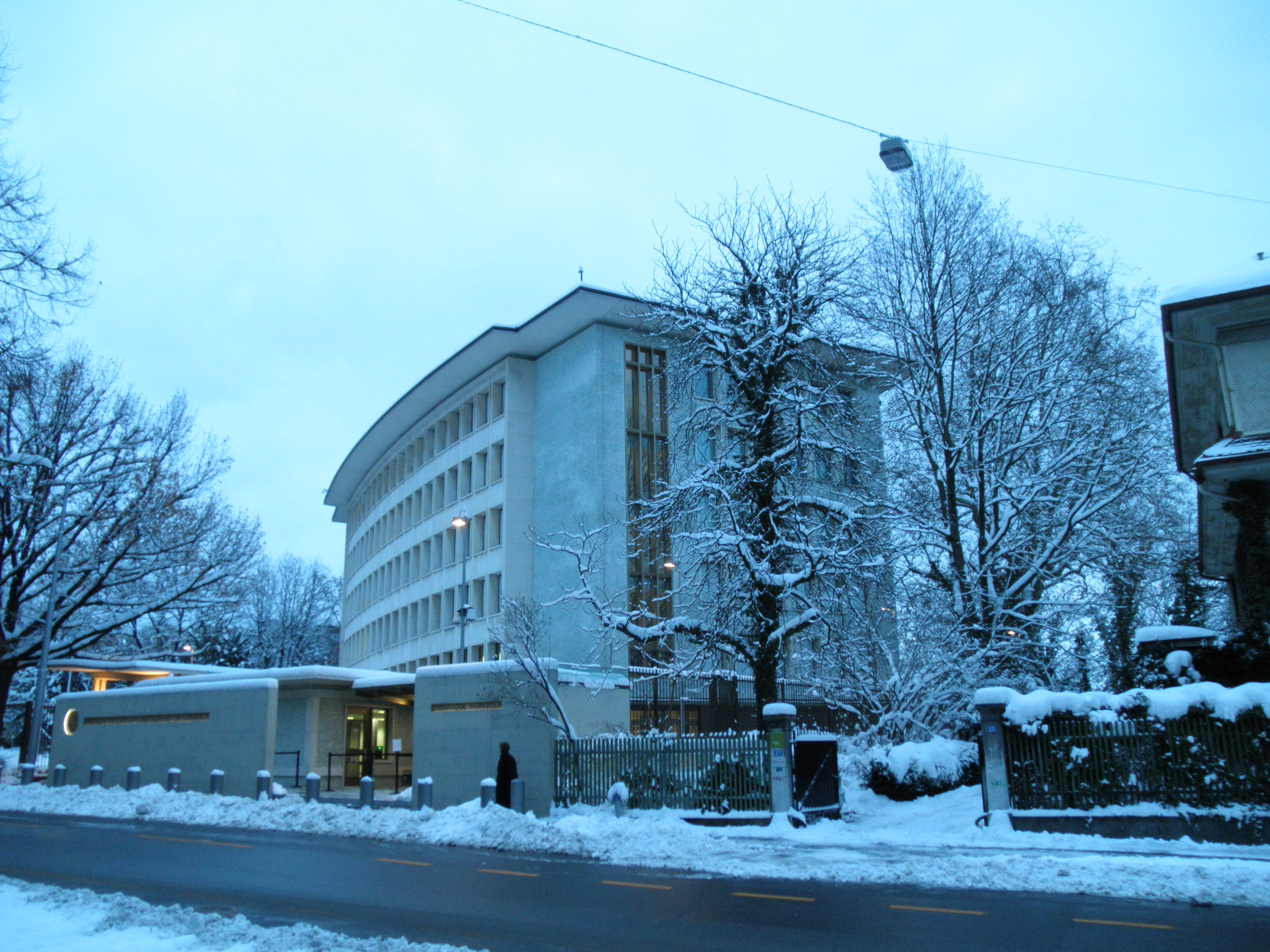
Amerikanische Botschaft in Bern

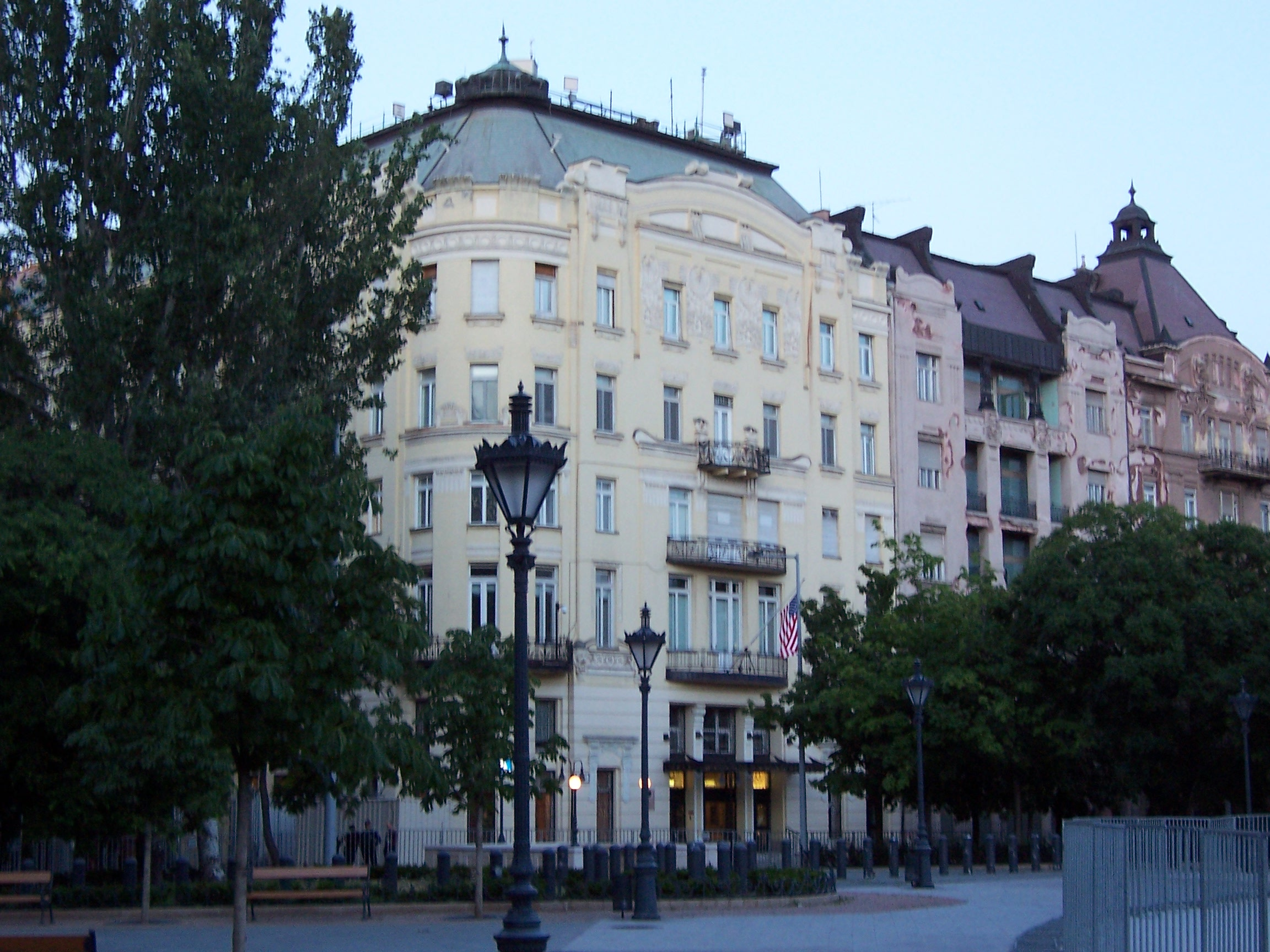
Amerikanische Botschaft in Budapest

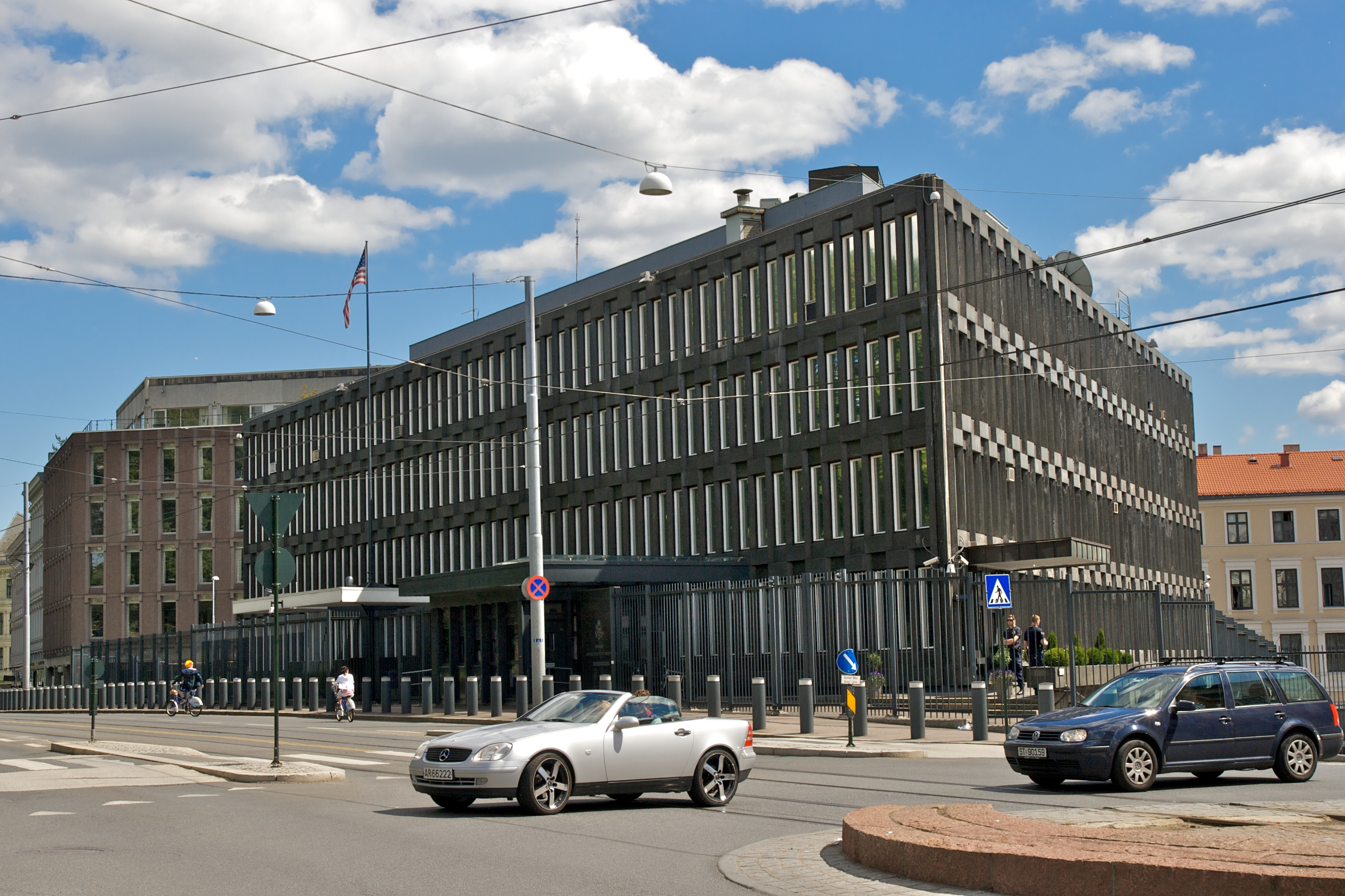
Amerikanische Botschaft in Oslo

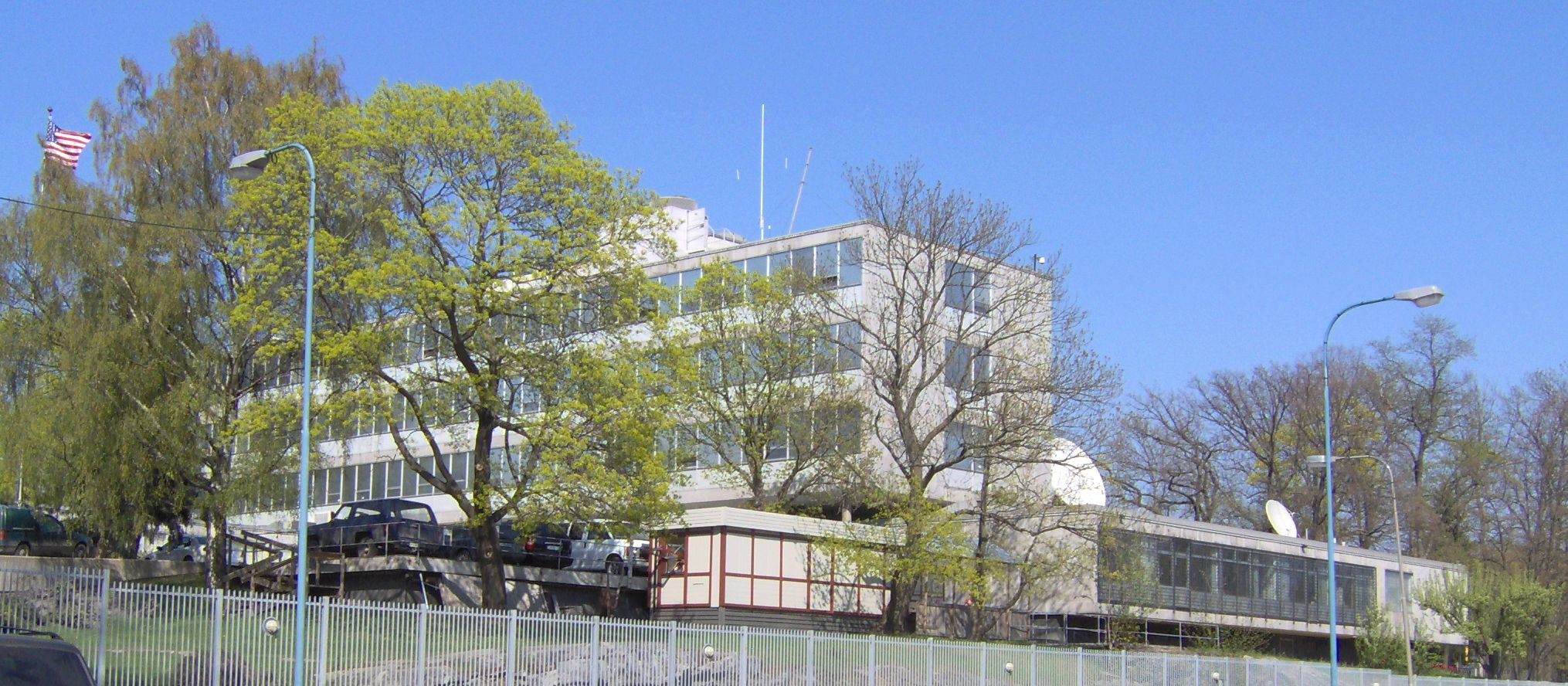
Amerikanische Botschaft in Stockholm

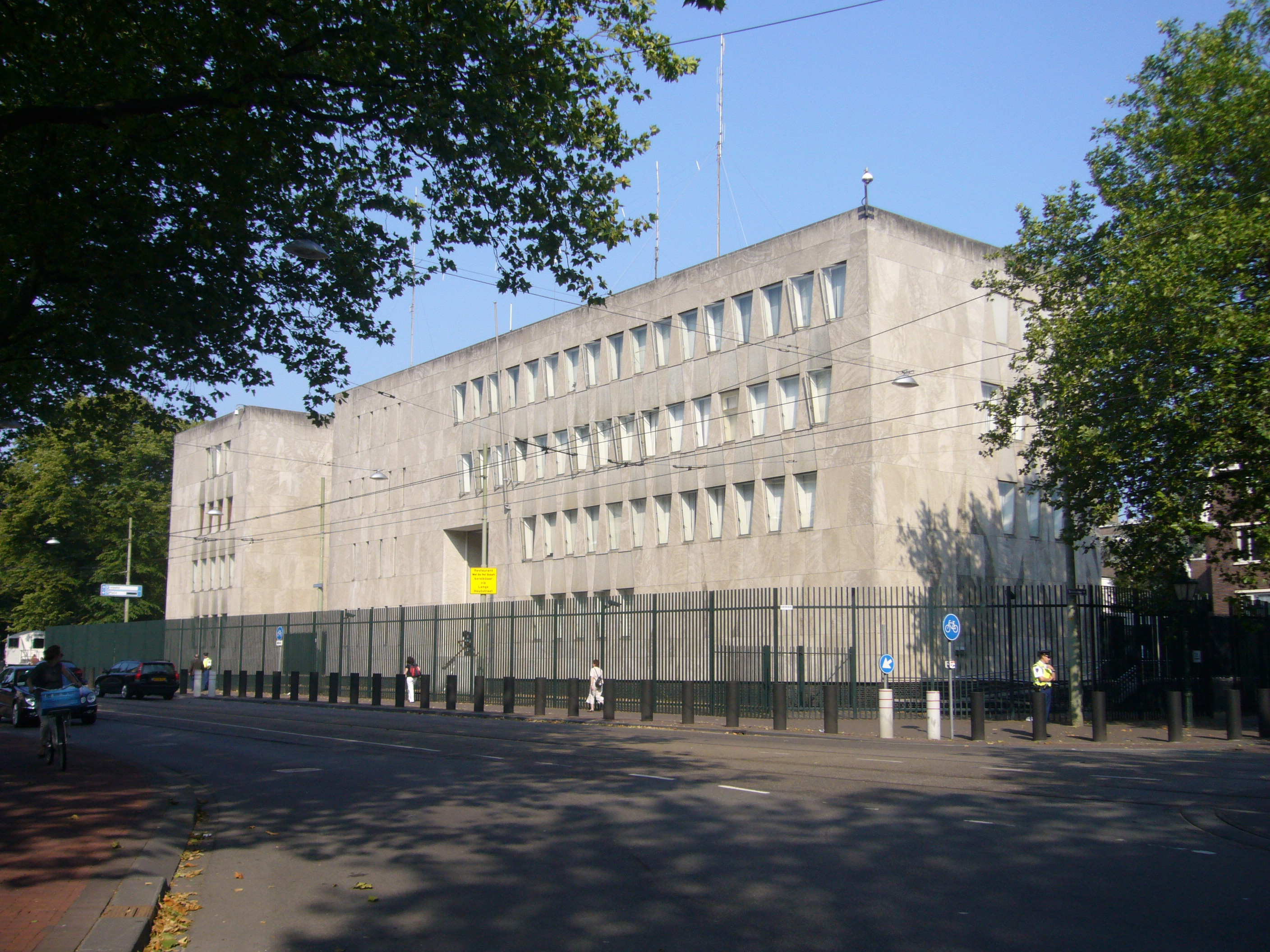
Amerikanische Botschaft in Den Haag

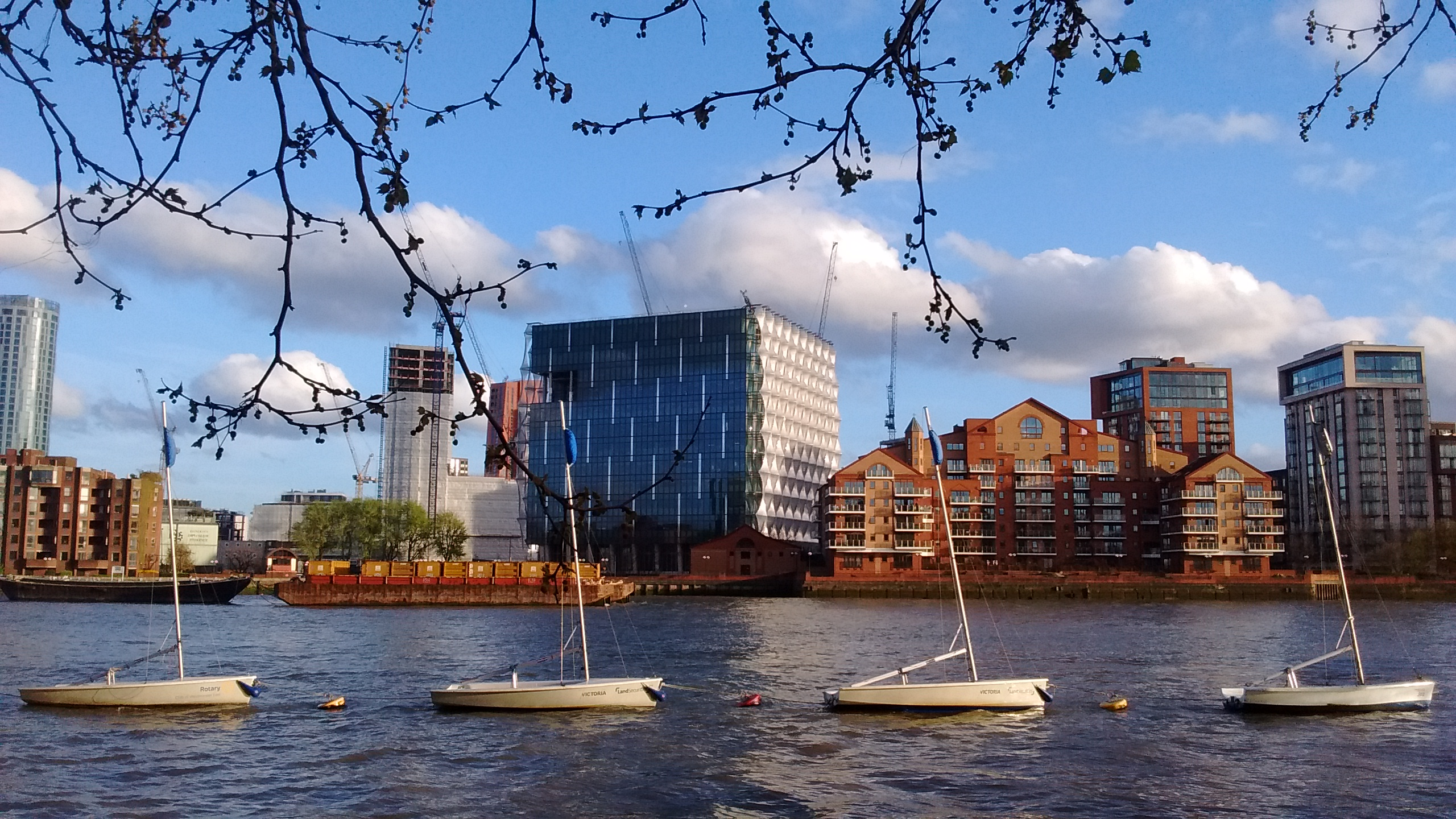
Amerikanische Botschaft in London

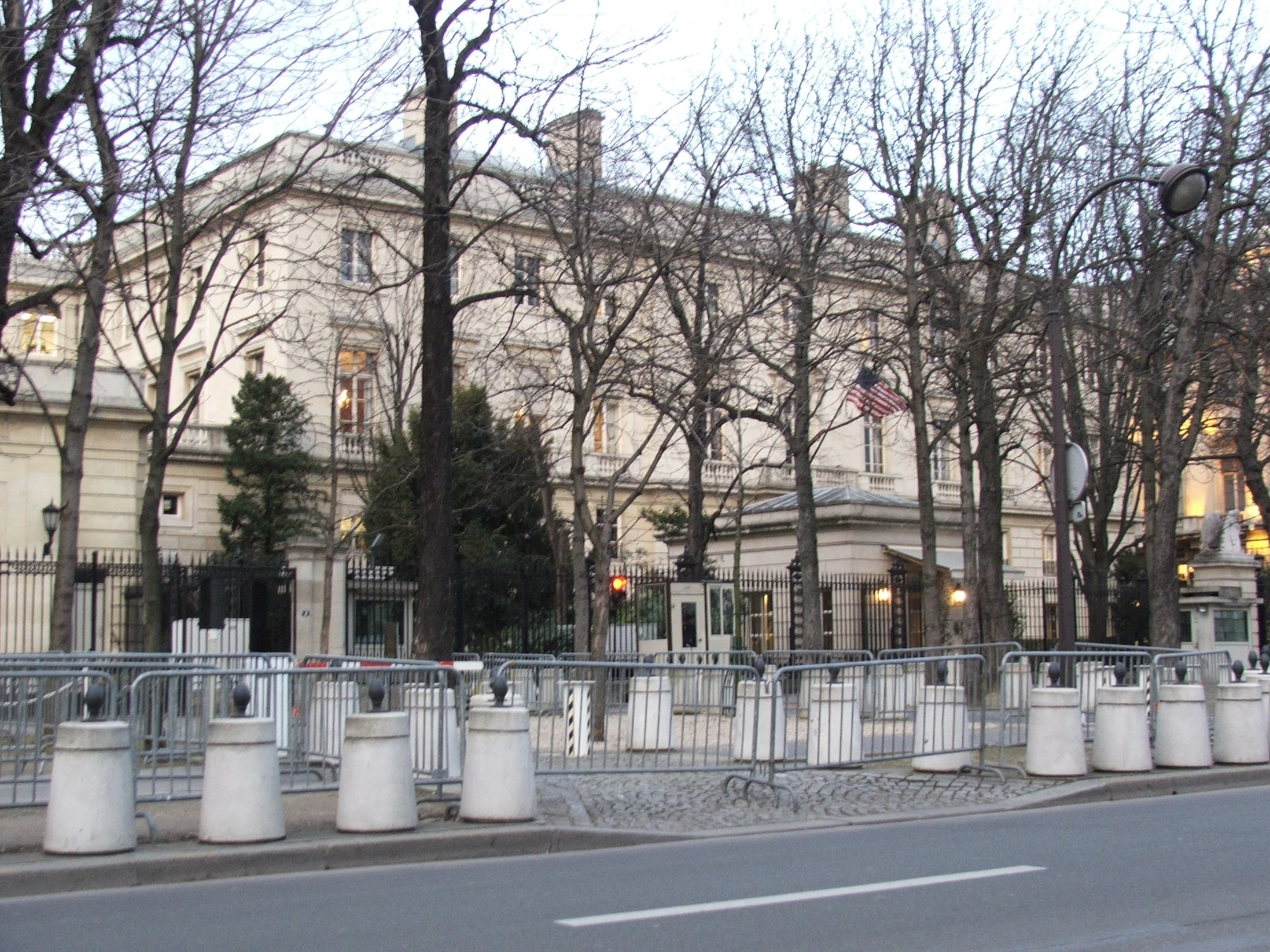
Amerikanische Botschaft in Paris

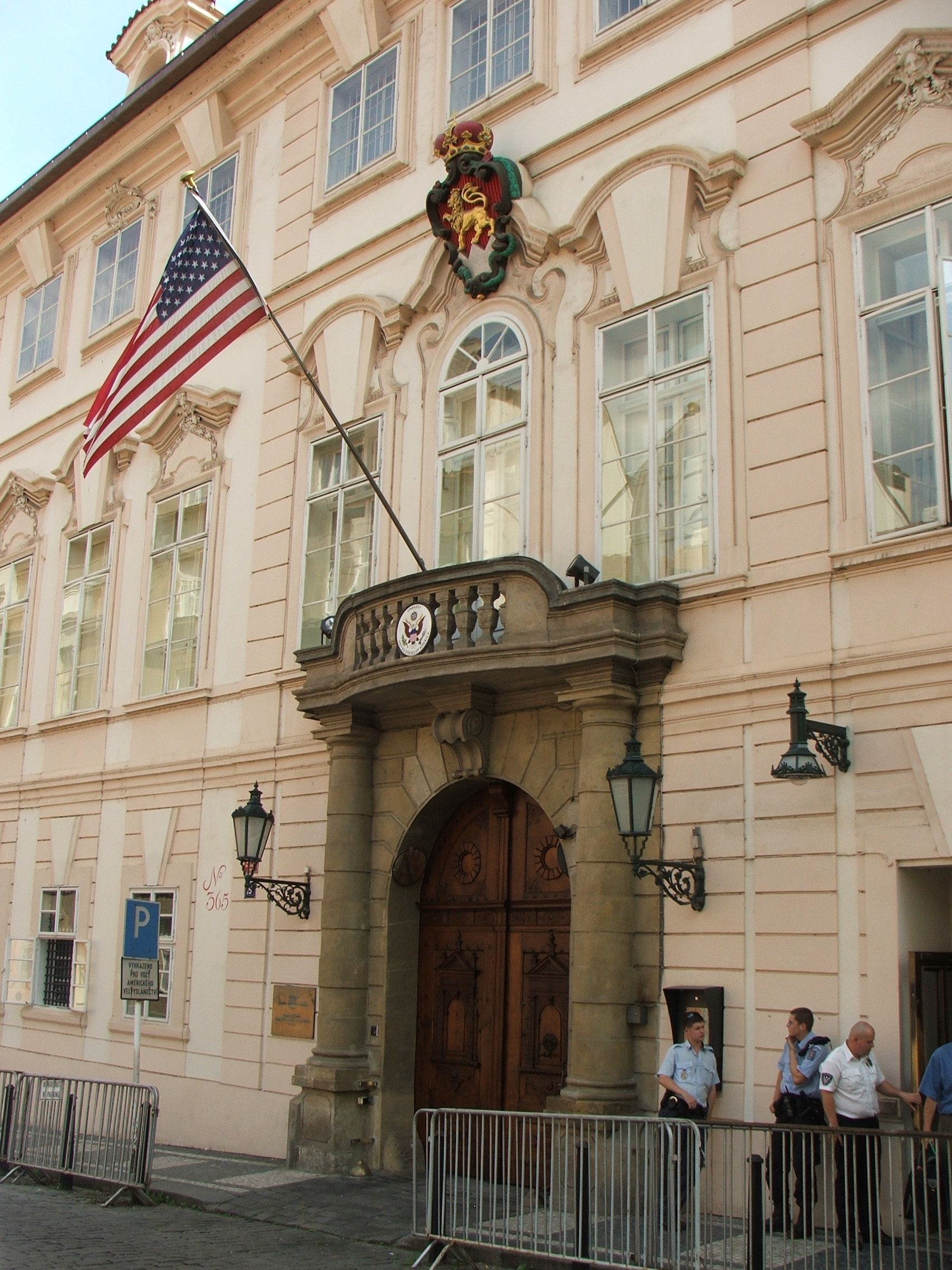
Amerikanische Botschaft in Prag

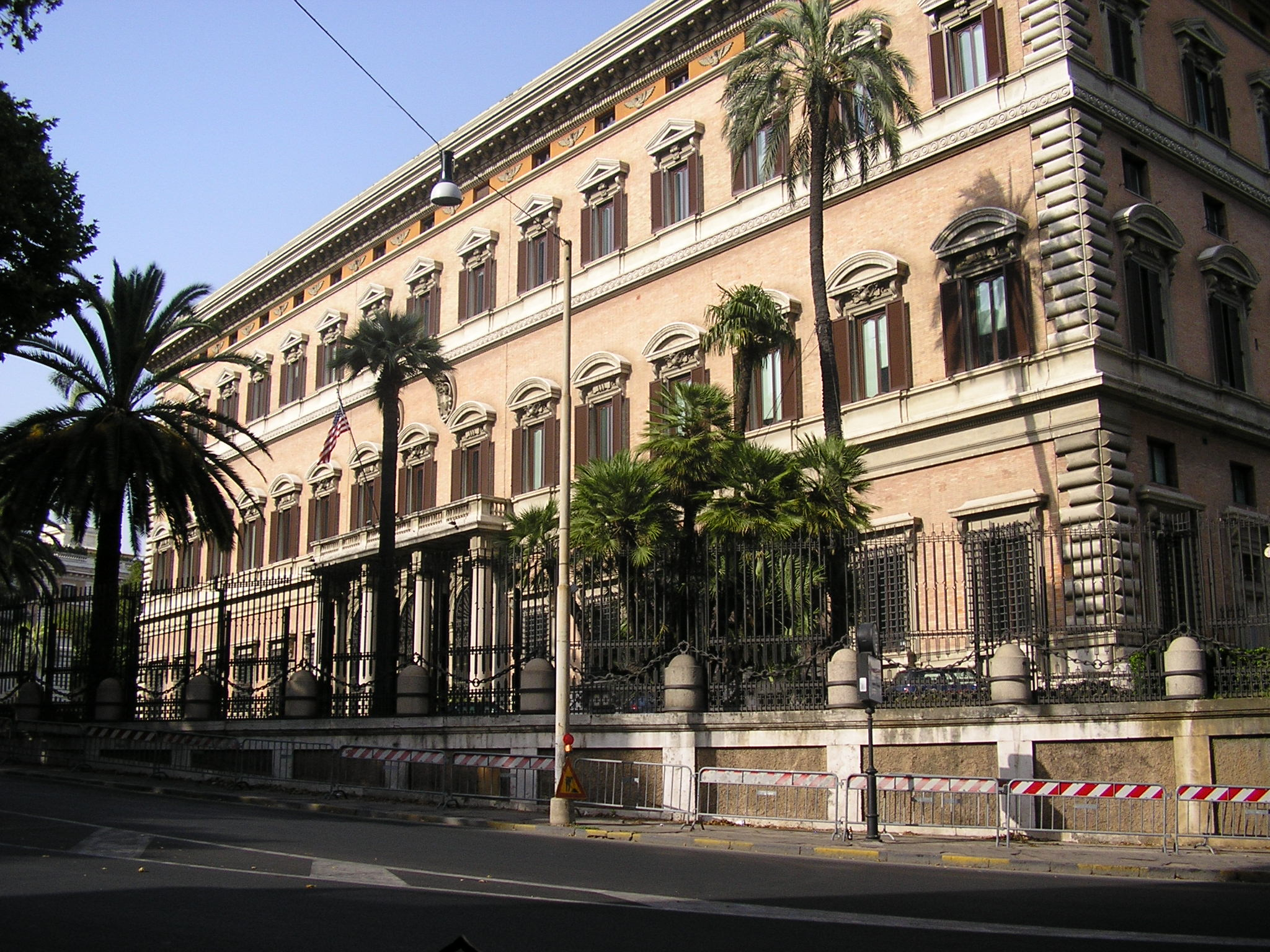
Amerikanische Botschaft in Rom

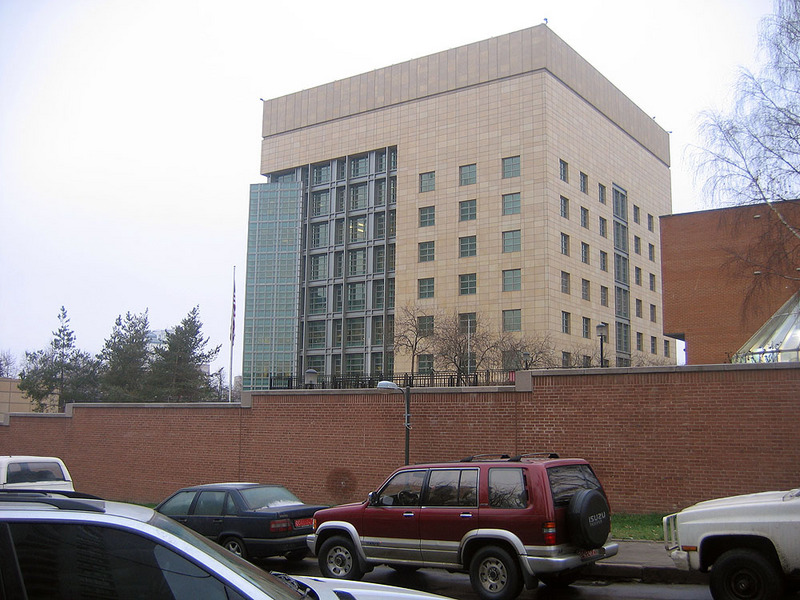
Amerikanische Botschaft in Moskau

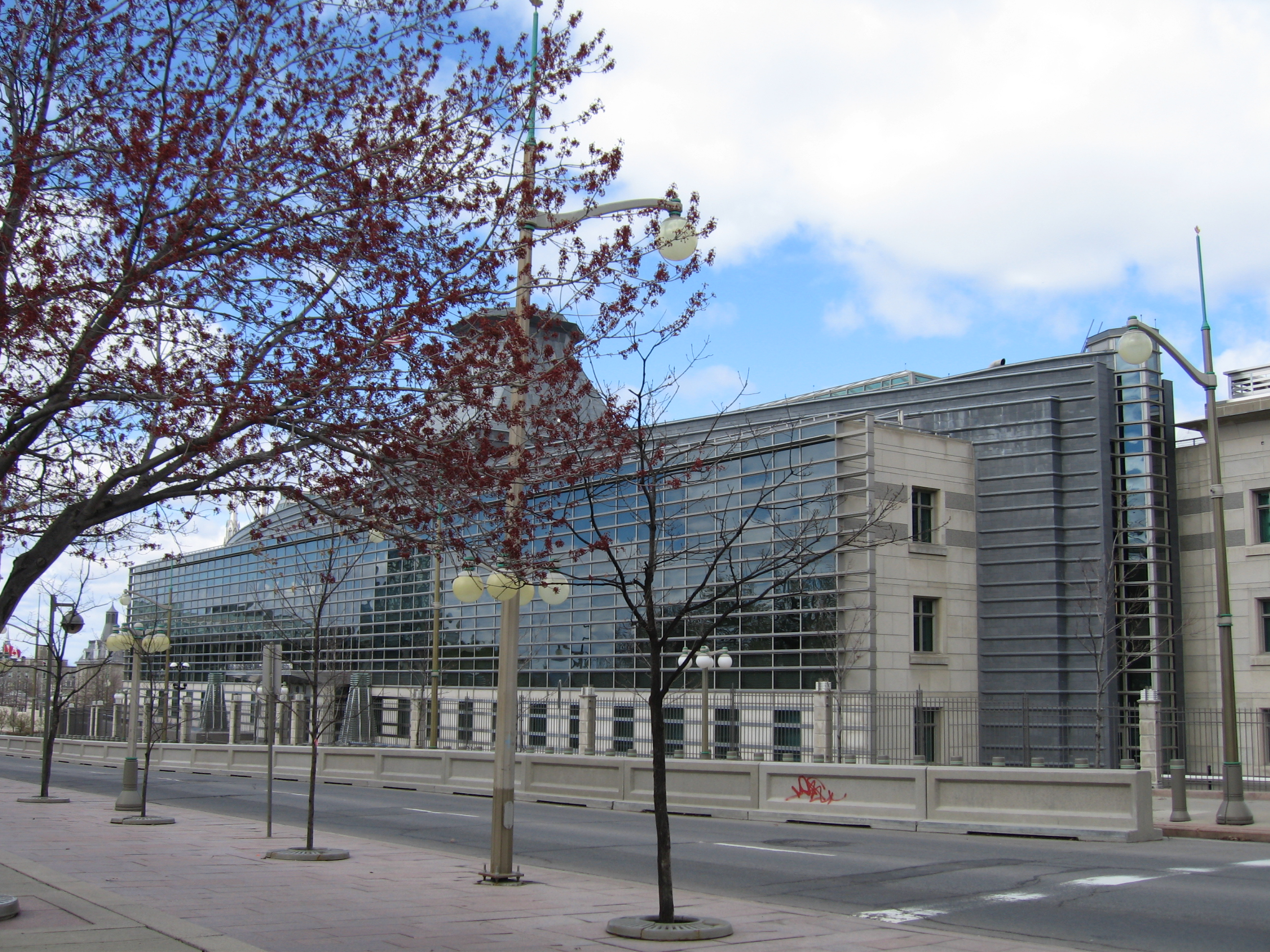
Amerikanische Botschaft in Ottawa

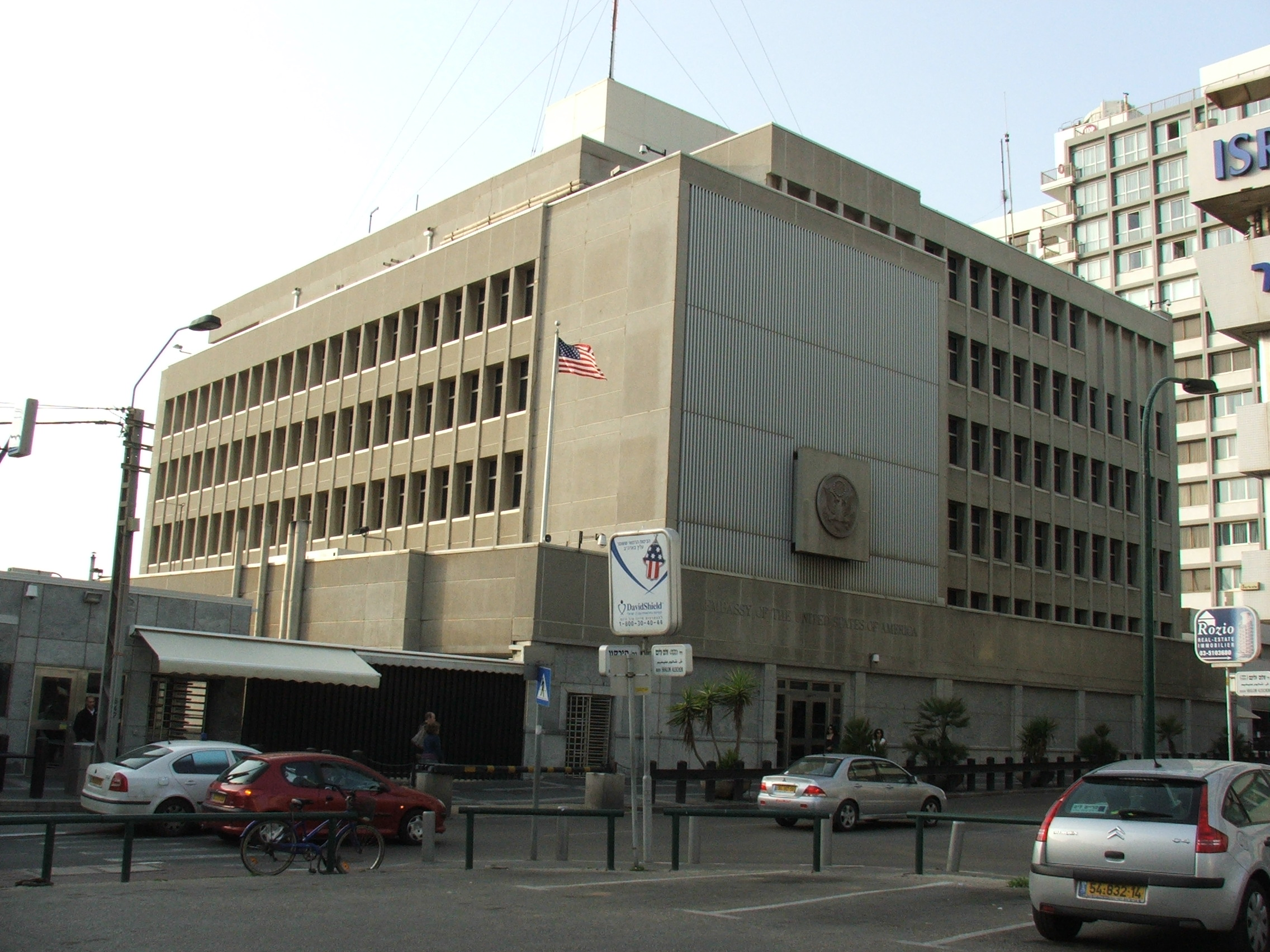
Amerikanische Botschaft in Tel Aviv

### Afrika
| - Ägypten: Kairo, Botschaft - Ägypten: Alexandria, Generalkonsulat - Algerien: Algier, Botschaft - Angola: Luanda, Botschaft - Äquatorialguinea: Malabo, Botschaft - Äthiopien: Addis Abeba, Botschaft - Benin: Cotonou, Botschaft - Botswana: Gaborone, Botschaft - Burkina Faso: Ouagadougou, Botschaft - Burundi: Bujumbura, Botschaft - Demokratische Republik Kongo: Kinshasa, Botschaft - Dschibuti: Dschibuti, Botschaft - Elfenbeinküste: Abidjan, Botschaft - Eritrea: Asmara, Botschaft - Eswatini: Mbabane, Botschaft - Gabun: Libreville, Botschaft - Gambia: Banjul, Botschaft - Ghana: Accra, Botschaft - Guinea: Conakry, Botschaft - Kamerun: Jaunde, Botschaft - Kap Verde: Praia, Botschaft - Kenia: Nairobi, Botschaft - Kongo: Brazzaville, Botschaft - Lesotho: Maseru, Botschaft - Liberia: Monrovia, Botschaft - Madagaskar: Antananarivo, Botschaft - Malawi: Lilongwe, Botschaft | - Mali: Bamako, Botschaft - Mauretanien: Nouakchott, Botschaft - Mauritius: Port Louis, Botschaft - Marokko: Rabat, Botschaft - Marokko: Casablanca, Generalkonsulat - Mosambik: Maputo, Botschaft - Namibia: Windhoek, Botschaft - Niger: Niamey, Botschaft - Nigeria: Abuja, Botschaft - Nigeria: Lagos, Generalkonsulat - Ruanda: Kigali, Botschaft - Sambia: Lusaka, Botschaft - Senegal: Dakar, Botschaft - Seychellen: Victoria, Botschaft - Sierra Leone: Freetown, Botschaft - Simbabwe: Harare, Botschaft - Südafrika: Pretoria, Botschaft - Südafrika: Durban, Generalkonsulat - Südafrika: Kapstadt, Generalkonsulat - Südafrika: Johannesburg, Generalkonsulat - Südsudan: Juba, Botschaft - Tansania: Daressalam, Botschaft - Togo: Lomé, Botschaft - Tschad: N’Djamena, Botschaft - Tunesien: Tunis, Botschaft - Uganda: Kampala, Botschaft - Zentralafrikanische Republik: Bangui, Botschaft |

### Asien
| - Armenien: Jerewan, Botschaft - Aserbaidschan: Baku, Botschaft - Bahrain: Manama, Botschaft - Bangladesch: Dhaka, Botschaft - Brunei: Bandar Seri Begawan, Botschaft - Volksrepublik China: Peking, Botschaft - Volksrepublik China: Guangzhou, Generalkonsulat - Volksrepublik China: Hongkong, Generalkonsulat - Volksrepublik China: Shanghai, Generalkonsulat - Volksrepublik China: Shenyang, Generalkonsulat - Volksrepublik China: Wuhan, Generalkonsulat - Indien: Neu-Delhi, Botschaft - Indien: Chennai, Generalkonsulat - Indien: Hyderabad, Generalkonsulat - Indien: Kalkutta, Generalkonsulat - Indien: Mumbai, Generalkonsulat - Indonesien: Jakarta, Botschaft - Indonesien: Surabaya, Generalkonsulat - Indonesien: Denpasar, Konsulat - Iran: Teheran, Interessenvertretung in der Schweizer Botschaft - Irak: Bagdad, Botschaft - Irak: Erbil, Generalkonsulat - Israel: Jerusalem, Botschaft und Generalkonsulat - Israel: Tel Aviv, Außenstelle der Jerusalemer Botschaft - Japan: Tokio, Botschaft - Japan: Naha, Generalkonsulat - Japan: Osaka, Generalkonsulat - Japan: Sapporo, Generalkonsulat - Japan: Fukuoka, Konsulat - Japan: Nagoya, Konsulat - Jordanien: Amman, Botschaft - Kasachstan: Astana, Botschaft - Kasachstan: Almaty, Zweigstelle der Botschaft - Kambodscha: Phnom Penh, Botschaft - Katar: Doha, Botschaft | - Kirgisistan: Bischkek, Botschaft - Kuwait: Kuwait, Botschaft - Laos: Vientiane, Botschaft - Libanon: Beirut, Botschaft - Malaysia: Kuala Lumpur, Botschaft - Malediven: Malé, Botschaft - Mongolei: Ulaanbaatar, Botschaft - Myanmar: Rangun, Botschaft - Nepal: Kathmandu, Botschaft - Oman: Maskat, Botschaft - Osttimor: Dili, Botschaft - Pakistan: Islamabad, Botschaft - Pakistan: Karatschi, Generalkonsulat - Pakistan: Lahore, Konsulat - Pakistan: Peschawar, Konsulat - Palestina: Jerusalem, Generalkonsulat - Philippinen: Manila, Botschaft - Philippinen: Cebu City, Konsulat - Saudi-Arabien: Riad, Botschaft - Saudi-Arabien: Dhahran, Generalkonsulat - Saudi-Arabien: Dschidda, Generalkonsulat - Singapur: Singapur, Botschaft - Sri Lanka: Colombo, Botschaft - Südkorea: Seoul, Botschaft - Südkorea: Busan, Büro - Tadschikistan: Duschanbe, Botschaft - Taiwan: Taipei, Amerikanisches Institut - Taiwan: Kaohsiung, Amerikanisches Institut - Thailand: Bangkok, Botschaft - Thailand: Chiang Mai, Generalkonsulat - Turkmenistan: Aşgabat, Botschaft - Usbekistan: Taschkent, Botschaft - Vereinigte Arabische Emirate: Abu Dhabi, Botschaft - Vereinigte Arabische Emirate: Dubai, Generalkonsulat - Vietnam: Hanoi, Botschaft - Vietnam: Ho-Chi-Minh-Stadt, Generalkonsulat |

### Australien und Ozeanien
| - Australien: Canberra, Botschaft - Australien: Melbourne, Generalkonsulat - Australien: Perth, Generalkonsulat - Australien: Sydney, Generalkonsulat - Fidschi: Suva, Botschaft - Marshallinseln: Majuro, Botschaft - Föderierte Staaten von Mikronesien: Kolonia, Botschaft - Neuseeland: Wellington, Botschaft | - Neuseeland: Auckland, Generalkonsulat - Palau: Koror, Botschaft - Papua-Neuguinea: Port Moresby, Botschaft - Salomonen: Honiara, Botschaft - Samoa: Apia, Botschaft - Tonga: Nukuʻalofa, Botschaft - Vanuatu: Port Vila, Botschaft |

### Europa
| - Albanien: Tirana, Botschaft - Belgien: Brüssel, Botschaft - Bosnien und Herzegowina: Sarajevo, Botschaft - Bosnien und Herzegowina: Banja Luka, Zweigstelle - Bosnien und Herzegowina: Mostar, Zweigstelle - Bulgarien: Sofia, Botschaft - Dänemark: Kopenhagen, Botschaft - Deutschland: Berlin, Botschaft - Deutschland: Düsseldorf, Generalkonsulat - Deutschland: Frankfurt, Generalkonsulat - Deutschland: Hamburg, Generalkonsulat - Deutschland: Leipzig, Generalkonsulat - Deutschland: München, Generalkonsulat - Estland: Tallinn, Botschaft - Finnland: Helsinki, Botschaft - Frankreich: Paris, Botschaft - Frankreich: Bordeaux, Generalkonsulat - Frankreich: Lyon, Generalkonsulat - Frankreich: Marseille, Generalkonsulat - Frankreich: Straßburg, Generalkonsulat - Frankreich: Rennes, Generalkonsulat - Frankreich: Toulouse, Amerikanisches Büro - Georgien: Tiflis, Botschaft - Griechenland: Athen, Botschaft - Griechenland: Thessaloniki, Generalkonsulat - Island: Reykjavík, Botschaft - Irland: Dublin, Botschaft - Italien: Rom, Botschaft - Italien: Florenz, Generalkonsulat - Italien: Mailand, Generalkonsulat - Italien: Neapel, Generalkonsulat - Italien: Genua, Konsulat - Italien: Palermo, Konsulat - Italien: Venedig, Konsulat - Kosovo: Priština, Botschaft - Kroatien: Zagreb, Botschaft - Lettland: Riga, Botschaft - Litauen: Wilna, Botschaft - Luxemburg: Luxemburg, Botschaft - Nordmazedonien: Skopje, Botschaft - Malta: Valletta, Botschaft - Moldau: Chișinău, Botschaft | - Montenegro: Podgorica, Botschaft - Niederlande: Den Haag, Botschaft - Niederlande: Amsterdam, Generalkonsulat - Niederlande: Willemstad, Curaçao, Generalkonsulat - Norwegen: Oslo, Botschaft - Österreich: Wien, Botschaft - Polen: Warschau, Botschaft - Polen: Krakau, Generalkonsulat - Polen: Posen, Konsularagentur - Portugal: Lissabon, Botschaft - Portugal: Ponta Delgada, Generalkonsulat - Rumänien: Bukarest, Botschaft - Russland: Moskau, Botschaft - Schweden: Stockholm, Botschaft - Schweiz: Bern, Botschaft - Schweiz: Genf, Generalkonsulat - Schweiz: Zürich, Generalkonsulat - Serbien: Belgrad, Botschaft - Slowakei: Bratislava, Botschaft - Slowenien: Ljubljana, Botschaft - Spanien: Madrid, Botschaft - Spanien: Barcelona, Generalkonsulat - Spanien: Las Palmas de Gran Canaria, - Spanien: Málaga, Konsularagentur - Spanien: Palma, Konsularagentur - Spanien: Sevilla, Konsularagentur - Spanien: Valencia, Konsularagentur - Tschechien: Prag, Botschaft - Türkei: Ankara, Botschaft - Türkei: Istanbul, Generalkonsulat - Türkei: Adana, Konsulat - Türkei: Izmir, Konsulat - Ukraine: Kiew, Botschaft - Ungarn: Budapest, Botschaft - Vatikanstadt: Rom, Botschaft - Vereinigtes Königreich: London, Botschaft - Vereinigtes Königreich: Belfast, Generalkonsulat - Vereinigtes Königreich: Edinburgh, Generalkonsulat - Vereinigtes Königreich: Hamilton, Bermuda, Generalkonsulat - Zypern: Nikosia, Botschaft |

### Nordamerika
| - Antigua und Barbuda: Saint John’s, Konsulat - Bahamas: Nassau, Botschaft - Barbados: Bridgetown, Botschaft - Belize: Belmopan, Botschaft - Costa Rica: San José, Botschaft - Dominikanische Republik: Santo Domingo, Botschaft - El Salvador: San Salvador, Botschaft - Grenada: St. George’s, Botschaft - Guatemala: Guatemala-Stadt, Botschaft - Haiti: Port-au-Prince, Botschaft - Honduras: Tegucigalpa, Botschaft - Jamaika: Kingston, Botschaft - Jamaika: Montego Bay, Konsulat - Kanada: Ottawa, Botschaft - Kanada: Calgary, Generalkonsulat - Kanada: Halifax, Generalkonsulat - Kanada: Montreal, Generalkonsulat - Kanada: Québec, Generalkonsulat - Kanada: Toronto, Generalkonsulat - Kanada: Vancouver, Generalkonsulat - Kanada: Winnipeg, Konsulat - Kuba: Havanna, Botschaft | - Mexiko: Mexiko-Stadt, Botschaft - Mexiko: Ciudad Juárez, Generalkonsulat - Mexiko: Guadalajara, Generalkonsulat - Mexiko: Hermosillo, Generalkonsulat - Mexiko: Matamoros, Generalkonsulat - Mexiko: Mérida, Generalkonsulat - Mexiko: Monterrey, Generalkonsulat - Mexiko: Nogales, Generalkonsulat - Mexiko: Nuevo Laredo, Generalkonsulat - Mexiko: Tijuana, Generalkonsulat - Mexiko: Acapulco, Konsularagentur - Mexiko: Cabo San Lucas, Konsularagentur - Mexiko: Cancún, Konsularagentur - Mexiko: Mazatlán, Konsularagentur - Mexiko: Oaxaca de Juárez, Konsularagentur - Mexiko: Piedras Negras, Konsularagentur - Mexiko: Playa del Carmen, Konsularagentur - Mexiko: Puerto Vallarta, Konsularagentur - Mexiko: San Miguel de Allende, Konsularagentur - Nicaragua: Managua, Botschaft - Panama: Panama-Stadt, Botschaft - Trinidad und Tobago: Port of Spain, Botschaft |

### Südamerika
| - Argentinien: Buenos Aires, Botschaft - Bolivien: La Paz, Botschaft - Brasilien: Brasília, Botschaft - Brasilien: Recife, Generalkonsulat - Brasilien: Rio de Janeiro, Generalkonsulat - Brasilien: São Paulo, Generalkonsulat - Brasilien: Belo Horizonte, Konsulat - Brasilien: Fortaleza, Konsularagentur - Brasilien: Manaus, Konsularagentur - Brasilien: Porto Alegre, Konsularagentur - Brasilien: Salvador, Konsularagentur | - Chile: Santiago de Chile, Botschaft - Ecuador: Quito, Botschaft - Ecuador: Guayaquil, Generalkonsulat - Guyana: Georgetown, Botschaft - Kolumbien: Bogotá, Botschaft - Paraguay: Asunción, Botschaft - Peru: Lima, Botschaft - Peru: Cusco, Konsularagentur - Suriname: Paramaribo, Botschaft - Uruguay: Montevideo, Botschaft |

## Vertretungen bei internationalen Organisationen
- Europäische Union: Brüssel, Delegation
- NATO: Brüssel, Ständige Vertretung
- OAS: Washington, D.C., Ständige Vertretung
- AU: Addis Ababa, Delegation
- ASEAN: Jakarta, Delegation
- Vereinte Nationen: New York, Ständige Vertretung
- Vereinte Nationen: Genf, Ständige Vertretung
- ICAO: Montreal, Delegation
- UNESCO: Paris, Ständige Vertretung
- FAO: Rom, Delegation